# Моджо-Удинезе
Моджо-Удинезе (итал. Moggio Udinese) — коммуна в Италии, располагается в регионе Фриули-Венеция-Джулия, в провинции Удине.
Население составляет 1932 человека (2008 г.), плотность населения составляет 15 чел./км². Занимает площадь 144 км². Почтовый индекс — 33015. Телефонный код — 0433.
Покровителем коммуны почитается святой Галл, празднование 19 марта.

## Демография
Динамика населения:

## Администрация коммуны
- Официальный сайт: